# Armens (groupe)
Pour les articles homonymes, voir Ar Men (homonymie) et Armens.
Armens est un groupe de rock français, originaire de Bretagne. Il est formé en 1995 par six musiciens lorientais.

## Biographie

### Débuts
Au lycée, une douzaine de musiciens se produisent dans les cafés de Lorient. Le groupe est formé en février 1995, à la suite de la dissolution du groupe Year of the Dog, et avec le renouveau de la scène celtique à la fin des années 1990. Les influences du groupe (U2, Radiohead, John Cougar Mellencamp, Téléphone, The Clash, Pixies, Oasis, Blur…) et le souci de coller à l'air du temps ainsi qu'aux modes transformera ces « Levellers Bretons » (le groupe anglais The Levellers a vu son répertoire joué en cabaret par le groupe pendant deux ans) en  groupe de rock celtique de Lorient.
Après la « vague celtique », les ventes du groupe s'effondrent. En effet après Six différents (janvier 1999) écoulés à 80 000 exemplaires, Une ombre (janvier 2002) ne trouvera que 20 000 preneurs, installant le groupe dans une position difficile vis-à-vis de sa maison de disques, le label Columbia (Sony Music). Un live plus tard (Sans contrefaçons le live, juin 2003), le groupe sera remercié.

### Maturité et suites
Celle du Printemps de Bourges, des Francofolies de La Rochelle, des Vieilles Charrues de Carhaix, du Paléo Festival de Nyon (Suisse), de Solidays à Paris, des Francofolies de Spa (Belgique). Au gré des 800 concerts du groupe depuis son premier album, du Palais omnisports de Paris-Bercy en 1999 (Bretagnes à Bercy) à l'incontournable Festival interceltique de Lorient (août 2004) pour la présentation des titres, C'est ainsi. L'album C'est ainsi, mélange de son d'Armens avec le côté « folk rock » des arrangements violons et accordéons s'intègre. Ce troisième album studio d'Armens, marque donc un réel tournant dans l'histoire du groupe.
Lorsqu'en 2002 Une ombre voit le jour, sous la houlette de Jean Lamoot (Alain Bashung, Noir Désir, Raphael…) et Jean-Louis Solans (guitariste de Mano Solo), Armens a appris à se calmer, à se poser sur des textes plus calmes. Dès lors, le groupe dans une nouvelle formation après le départ de Steph à la batterie remplacé par Gaël s'attelle à la composition de son troisième album. Une fois livrés à eux-mêmes et libérés de tout contrat, les Six différents décident de laisser à Alex (chant) le plaisir de retrouver sa place de manager du début de l'histoire du groupe lorsqu'il était déjà président de l'association. Atome Studio, véritable structure d'enregistrement mobile et de production musicale naît alors de cette volonté du groupe de continuer son chemin de manière autonome. S'ensuivent 6 mois d'enregistrements et mixages de novembre 2004 à avril 2005. Par la suite, ils partent en tournée la même année.
En 2007, ils sortent un album live, Live 2.0, suivi par un autre intitulé À tort et à travers en 2009. Le groupe ne donne plus signe d'activité depuis 2018.

## Membres

### Derniers membres
- Alex Sagnet — chant, guitare
- Benoît Tilizien — violon
- Gwenn Mercier — guitare, chœur
- Yohann André — accordéon
- Xavier Nabat— basse
- Pierre — batterie

### Anciens membres
- Fabrice Nabat — batterie
- Gwendal Courtoux — basse

## Discographie
- 1997 : 5 titres studio (autoproduction)
- 1998 : 5 titres live (autoproduction)

- 2002 : Une ombre (Columbia, Sony Music)
- 2003 : Sans contrefaçon Live (Columbia, Sony Music)
- 2005 : C'est ainsi (Atome Studio, Créon Music, Coop Breizh)
- 2007 : Live 2.0 (Atome Studio, Aztec Musique, Coop Breizh)
- 2009 : À tort et à travers (Atome Studio, Aztec Musique, Coop Breizh)

### Participations
- 1999 : Bretagnes à Bercy (Sony Music)